# اروین کوستد
اروین کوستد (انگلیسی: Erwin Kostedde؛ زادهٔ ۲۱ مهٔ ۱۹۴۶) بازیکن فوتبال اهل آلمان است.
از باشگاه‌هایی که در آن بازی کرده‌است می‌توان به باشگاه ورزشی وردر برمن، باشگاه فوتبال بروسیا دورتموند، باشگاه فوتبال کیکرز اوفنباخ، باشگاه فوتبال دویسبورگ، باشگاه فوتبال هرتابرلین، باشگاه فوتبال استاندارد لیژ، اشاره کرد.
وی همچنین در تیم ملی فوتبال آلمان بازی کرده‌است.